# Nils Moritz
Nils Ragnar Moritz (født 5. maj 1943 i Tallinn) er en svensk skuespiller.

## Udvalgt filmografi
- Dødgo'e venner (1985)
- Sunes sommer (1993)
- Bert (tv-serie, 1994)
- Tre kronor (tv-serie, 1996)
- Rederiet (tv-serie, 1996)
- Beck (tv-serie, 1998)
- Bekendelsen (tv-serie, 2001)
- Wallander (tv-serie, 2005)
- LasseMajas detektivbyrå (tv-serie, 2006)
- Balladen om Beatrice (kortfilm, 2009)
- Tidsrejsen (2011)
- Mig ejer ingen (2013)